# Булгарський ротацизм
Булга́рський ротаци́зм — особливість булгарських тюркських мов, що полягає в збігу пратюркського -ŕ- з -r-. Традиційне формулювання закону зводиться до того, що булгарському -r- відповідає стандартне тюркське -z-.

## Ротацизм
Булгарське -r- відповідає стандартному тюркському -z- або подальшим рефлексам цього звуку:
- чуваське хěр 'дівчина' — стандартне тюркське qız;
- чуваське сакǎрвунǎ '80' — стандартне тюркське sekiz on > seksen, sekson, segizen, segizon тощо.

Для позначення відповідності булгарському -r- звуку -z- та його рефлексів використовується спеціальний термін зетацизм.
У формі оптативу 3 особи реконструюється показник-ŕın-/-ŕin-/-ŕun-/-ŕün-, незважаючи на те, що в сучасних тюркських, які не знають переходу -s- > -z-, -š- > -ž-, в усіх позиціях він звучить як -sın-/-sin-/-sun-/-sün- (імовірно іншого походження).
Що важливо, у позитивних формах дієслів з основами на приголосний -ŕ- у тюркських може розвиватися в -č-:
- стандартне тюркське bolčun 'нехай буде', але bolmazun 'не буде' (орхоно-єнісейські пам'ятники). Крім того, за говорами зберігається м'який характер -z- та/або голосні заднього ряду переходять у передній ряд, що вказує на можливість відновлення палатального чи палаталізованого звуку.

### Відсутність ротацизму
У сучасній чуваській мові існують слова, в яких замість очікуваного ротацизму має місце зетацизм, наприклад, тинĕс 'море'. Слово це запозичене з татарської чи іншої тюркської мови. На існування у минулому слова з ротацизмом вказує угорське найдавніше запозичення tenger.

### Розвиток пратюркського сполучення -ŕs-
У булгарській групі пратюркське поєднання -ŕs- переходило в -rs-, в сучасній чуваській мові відбулося спрощення у -s-. В інших тюркських -ŕs-, як і -ŕ-, розвинулося в -z-:
- чуваське васан 'долина, улоговина' — стандартне тюркське özen 'річка';
- чуваське куç 'око' — стандартне тюркське göz.

Однак у ряді слів у власне тюркських відображається розвиток -ŕs- > -rs- з можливістю вставки короткого голосного: киргизьке arıs 'горностай' при стандартному тюркському az.

## Другий ротацизм
Пратюркське -d- у чуваській мові відображається у вигляді -r- та -j-, причому друге залежно від контексту зберігається, переходить у -v- або втрачається.
Зміна -d- > -j- відзначається перед -r-, безпосередньо перед приголосними і наприкінці слів, в інших позиціях -d- змінюється в -r-.
Другий ротацизм проявляється у чуваській навіть у тих випадках, коли в інших тюркських зберігається -d-: у слові пǎри 'полба, больба' (тюркське bogdaj, bugdaj 'пшениця'), у показниках означеного минулого часу, місцевого та відкладного відмінків.
Другий ротацизм є найдавнішою зміною і був відомий також хозарському. Водночас у булгарських мовах могли бути і рефлекси -d-, -δ-, -z- (угорське buza).

## Ротацизм поза булгарськими мовами
Ротацизм є й у інших тюркських мовних групах. За поширеністю ротацизму на другому місці після булгарської іде якутська мова: кэрий 'ходити' — тюркське käz-/kez-.